# Riềng lông nhung
Riềng lông hay riềng lông nhung (danh pháp hai phần: Alpinia velutina) là cây thân thảo thuộc họ Gừng.
Cây mọc ven suối và dưới tán rừng ở Trung Quốc và miền Trung Việt Nam.